# 国防武官办事处 (1973–1975)

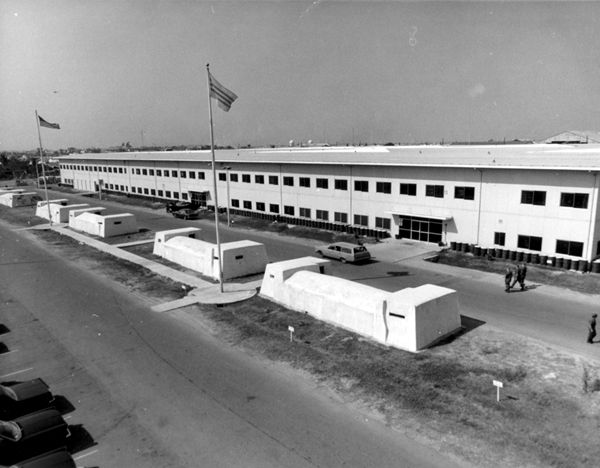
駐南越國防武官處廳舍，接收原美國軍事援助越南司令部在新山一空軍基地的大樓辦公

駐南越国防武官辦事處（Defense Attaché Office Saigon；簡稱武官處或DAO）是美国国防部的一个联合兵种司令部和駐外武官機構，隶属于美国支援活動群（USSAG），處址位於南越西貢新山一空軍基地，亦於美國駐南越大使館設有辦公室。1973年3月，美國军事援助越南司令部（MACV）解散后，它承担了国防部及美軍在南越的全部责任。国防部负责管理对南越軍的军事援助和支持，收发军事情报，并履行正常的國防武官职能。1975年4月西貢易幟前，武官處停止在越南辦公，殘餘的武官處下屬機構自4月29日移至夏威夷州沙夫特堡運作:37，直至同年8月31日裁撤，殘餘機能由美國太平洋艦隊總司令部接收:39。